# Gustav Helsted
Gustav Carl Helsted (30 de enero de 1857-1 de marzo de 1924) fue un organista y compositor danés.  Era hijo del compositor Carl Helsted, hermano del pintor Viggo Helsted, y sobrino del compositor Edvard Helsted. Estudió con Gottfred Matthison-Hansen. Fue el primer organista de la Iglesia de Jesús en Copenhague con un sueldo anual de 600 coronas danesas. También fue director de música de la Sociedad Musical Danesa.

## Obras notables
- Obertura en do menor (piano a cuatro manos 1875)
- Scherzo en do sostenido menor (para dos 2 pianos/ocho manos 1880)
- Cuarteto de cuerda en si menor (1881)
- op. 1 Erotiske Sangtekster (voz y piano, 1883)
- op. 2 Sinfonía n.º 1 en re menor (1883)
- op. 3 Cuarteto de cuerda n.º 1 en re menor (1884)
- Romance en sol mayor (violín y piano 1884)
- Romance en la mayor (violín y piano 1885)
- op. 4 En Kærlighedshistorie (piano 1886)
- op. 5 Paa Fodtur en Sommerdag (suite para orquesta 1885)
- op. 6 Trío para piano en mi menor (1886)
- op. 7 Seis canciones (1886)
- op. 8 Concierto para violín en do mayor (1887)
- op. 9 En Bryllupsfest (suite orquestal 1887)
- op. 10 Suite n.º 2 en la mayor (orquesta 1887)
- op. 11 Romance para violín y orquesta en sol mayor (1888)
- op. 12 Fem sange (1889)
- op. 13 Sonata en la mayor (violín y piano 1889)
- op. 14 Fem Fantasistykker (piano 1889)
- op. 15 Gurresange (solistas, coro y orquesta 1889)
- op. 16 Fantasía-sonata en mi menor (órgano, 1890)[1]
- Sørgemarch en do menor - en memoriam Niels W. Gade (orquesta 1891)
- op. 17 Trio en do mayor (violín, viola y chelo 1891)
- op. 18 Deceto en re mayor (quinteto de vientos, cuarteto de cuerda y contrabajo, 1891)
- op. 19 Cuarteto de cuerda n.º 2 en do menor (1891)
- op. 20 Sonata n.º 2 en sol mayor (violín y piano 1892)
- op. 21 String quintet en mi mayor (1895)
- op. 22 Sinfonía n.º 2 en mi mayor (1886)
- op. 23 Sange af J.P. Jacobsen (1896)
- op. 24 Cuarteto de cuerda n.º 3 en fa mayor (1898)
- op. 25 Abels Død (La muerte de Abel) (voces, coro y orquesta 1895/1912)
- op. 26 Sexteto de cuerdas en mi mayor (1892/1907)
- Præludium en A mayor (órgano 1900)
- op. 27 Concierto para violín n.º 2 en si menor (1900/1909)
- op. 28 Dansemusik (coro femenino y piano a cuatro manos 1905)[4]
- op. 29 Sonata para órgano en re mayor (1906)[4]
- op. 30 Vort land (voces, coro y orquesta 1907)
- op. 31 Stormklokken (opera 1900/1911)
- Romance en sol mayor (chelo y piano 1907)
- 24 canciones (1899–1907)
- Romance en fa mayor (violín y piano 1909)
- Præludium en sol mayor (órgano 1915)
- Suite para orquesta de cuerda (1919)
- Gud Helligaand! opfyld - (coro 1920)
- Sne (Nieve) (coro y orquesta 1921)
- op. 32 Sommer en Gurre (Holger Drachmann)
- op. 33 Cuarteto de cuerda en fa menor (1922)
- op. 35 Concierto para violonchelo en do mayor
- Marche funèbre (órgano, para el funeral de P. S. Kröyers)